# Promozione Basilicata 1956-1957
La Promozione fu il massimo campionato regionale di calcio disputato in Basilicata nella stagione 1956-1957.
A ciascun girone, che garantiva al suo vincitore la promozione a condizione di soddisfare le condizioni economiche richieste dai regolamenti, partecipavano sedici squadre, ed era prevista la retrocessione della peggiore piazzata, a causa del programmato allargamento della sovrastante IV Serie. Nel caso particolare, pur non essendo stata in grado la Lega Regionale Lucana di raccogliere sufficienti iscrizioni, per garantire comunque la regolarità di questo torneo a dodici squadre fu comunque mantenuta una retrocessione.

## Squadre partecipanti
| Club                    | Città (provincia)       | Stagione 1955-1956                            |
| ----------------------- | ----------------------- | --------------------------------------------- |
| U.S. Bernalda           | Bernalda (MT)           | 7º posto in Promozione                        |
| A.S. Ferrandina         | Ferrandina (MT)         | 9º posto in Promozione                        |
| Pol. Libertas           | Matera                  | 9º posto in Promozione                        |
| Pol. Libertas Grassano  | Grassano (MT)           | 1º posto in Prima Categoria D                 |
| U.S. Libertas Invicta   | Potenza                 | 8º posto in Promozione                        |
| C.S. Libertas Rionero   | Rionero in Vulture (PZ) | 2º posto in Prima Categoria B (come Vulturus) |
| Pol. Matheola           | Matera                  | ?                                             |
| U.S. Moliternese 1922   | Moliterno (PZ)          | 6º posto in Promozione                        |
| A.S. Montalbano         | Montalbano Jonico (MT)  | 5º posto in Promozione                        |
| S.C. Monticchio Potenza | Potenza                 | 18º posto in IV Serie G                       |
| U.S. Pescopagano        | Pescopagano (PZ)        | 17º posto in IV Serie G                       |
| C.S. Vultur Rionero     | Rionero in Vulture (PZ) | 2º posto in Promozione                        |

## Classifica finale
|  | Pos. | Squadra                | Pt      | G  | V  | N | P  | GF | GS | DR  |
|  | ---- | ---------------------- | ------- | -- | -- | - | -- | -- | -- | --- |
|  | 1.   | Monticchio Potenza     | 34      | 20 | 16 | 2 | 2  | 61 | 12 | +49 |
|  | 2.   | Libertas Invicta       | 32      | 20 | 15 | 2 | 3  | 56 | 15 | +41 |
|  | 3.   | Montalbano (-3)        | 23      | 20 | 11 | 4 | 5  | 52 | 21 | +31 |
|  | 4.   | Vultur Rionero         | 22      | 20 | 10 | 3 | 7  | 30 | 21 | +9  |
|  | 5.   | Libertas Matera (-3)   | 19      | 20 | 10 | 2 | 8  | 32 | 26 | +6  |
|  | 6.   | Bernalda               | 18      | 20 | 8  | 2 | 10 | 43 | 35 | +8  |
|  | 7.   | Libertas Rionero (-1)  | 16      | 20 | 7  | 2 | 11 | 22 | 40 | -18 |
|  | 8.   | Matheola               | 14      | 20 | 5  | 4 | 11 | 18 | 50 | -32 |
|  | 9.   | Pescopagano (-3)       | 12      | 20 | 6  | 3 | 11 | 20 | 30 | -10 |
|  | 10.  | Ferrandina (-3)        | 8       | 20 | 5  | 1 | 14 | 24 | 49 | -25 |
|  | 11.  | Libertas Grassano (-3) | 4       | 20 | 3  | 1 | 16 | 14 | 73 | -59 |
|  | ---  | Moliternese            | Esclusa | -  | -  | - | -  | -  | -  | -   |

Legenda:
      Promossa in Campionato Interregionale - Seconda Categoria 1957-1958.
      Retrocessa in Campionato Dilettanti 1957-1958.
Note:
Due punti a vittoria, uno a pareggio, zero a sconfitta.
La Moliternese è stata esclusa dal campionato dopo l'aggressione all'arbitro nella gara Moliternese-Libertas Grassano del 12 maggio 1957 e conseguentemente retrocessa in Prima Divisione.
Ferrandina, Libertas Grassano, Libertas Matera, Montalbano e Pescopagano hanno scontato 3 punti di penalizzazione.
Il Libertas Rionero ha scontato 1 punto di penalizzazione.